# Phocoenidae
Phocœnidés · Marsouins
« Marsouin » redirige ici. Pour les autres significations, voir Marsouin (homonymie).
Pour l'espèce de cétacé parfois appelé Marsouin blanc, voir Béluga (cétacé).
Pour les dauphins océaniques (génétiquement apparentés et parfois appelés « marsouins »), voir Delphinidae.
Famille
Les Phocœnidés (Phocoenidae) sont une famille de cétacés odontocètes dont les membres sont couramment appelés Marsouins /maʁ.swɛ̃/ ou Cochons de mer. Ils étaient autrefois appelés « Dieux des mers » (Dei maris). Ces mammifères marins sont plutôt noirs sur la face supérieure, et blancs sur la face inférieure. Ils se nourrissent de poissons, de crustacés et de seiches. On les distingue des dauphins par leur plus petite taille et leur nez plus court.
L'espèce la mieux connue et la mieux documentée est le marsouin commun (Phocoena phocoena) qui vit dans l'hémisphère nord.
S'ils sont encore, et de loin, les cétacés les plus répandus, leurs effectifs tendent à régresser.
Leur habitat embrasse une grande partie des plateaux continentaux des deux hémisphères, à l'exception des zones équatoriales et polaires. Différentes espèces ou sous-espèces se partagent ces habitats selon des zones pour la plupart distinctes (métapopulations).

## Étymologie
Le nom vernaculaire français marsouin est emprunté à l'ancien scandinave marsvín « cochon de mer » via le normand, qui se perpétue dans l'islandais marsvín, le danois, suédois, norvégien marsvin ou au moyen néerlandais meerswijn, et ceux-ci se traduisent aussi éventuellement par « cochon de mer ». Le mot d'ancien français pour désigner cet animal était pourpois, une évolution du bas latin *porcopiscis, qui signifie « poisson-cochon ». Cet étymon est à l'origine de l'anglais porpoise.
L'appellation de cochon de mer se retrouve dans plusieurs langues, par exemple en breton morhoc'h ; en allemand, Schweinswal signifie « cétacé-cochon ». Ces appellations rappellent le rapport entre δέλφαξ / délphax, « cochon de lait », et δελφίς / delphís, « dauphin », en grec ancien. En espagnol, marsopas signifie également « cochon de mer ». Le protestant Jean de Léry associe de façon polémique dans son Histoire d'un voyage faict en la terre du Brésil (1578) les "porcs marins" qu'il observe lors de la traversée aux moines catholiques du temps. L'italien focena est issu du grec φώκαινα / fókaina. Le Gall signale qu'en Europe, au début du siècle, le mot béluga était souvent utilisé – à tort – par les pêcheurs pour désigner le marsouin commun ou d'autres petits cétacés.

## Caractéristiques
Ce sont de petits cétacés, de 1,5 à 2,5 m de long selon les espèces, proches des dauphins dont ils se distinguent notamment par un rostre court et par des dents pointues et courbées, différentes des dents typiquement coniques des dauphins.
Dans la nature, ils sont moins facilement observés que les dauphins, car ne sautant pas (ou rarement) hors de l'eau, mais ils s'approchent volontiers des navires et des côtes.
Prédateurs, ces petits cétacés chassent des poissons, calmars et crustacés en utilisant l'écholocation, ou en fouissant dans les fonds meubles des plateaux côtiers. Ils chassent habituellement en très petits groupes caractérisés par des relations sociales complexes.
Les femelles sont souvent plus grandes et plus lourdes que les mâles (environ 15 %). La différenciation sexuelle se manifeste comme chez la plupart des cétacés par la position relative de l'anus et des plis génitaux. Ces derniers sont chez les femelles très rapprochés de l'anus, alors qu'ils en sont nettement séparés chez les mâles, chez lesquels les organes génitaux sont nettement plus vers l'avant.
En comparaison avec les autres cétacés à dents, le crâne de l'animal est peu protubérant, le « museau » (le rostre), recouvert par une bosse adipeuse (le « melon ») est difficilement reconnaissable. La taille du cerveau du marsouin est pourtant comparable à celle de l'homme.
Le corps est trapu avec une nageoire dorsale plate et triangulaire (sauf le marsouin aptère qui est le seul marsouin à ne pas avoir de nageoire dorsale). Le dos est noir ; le marsouin commun a une tache tirant progressivement vers le gris à l'avant de la nageoire dorsale, et la face ventrale est blanche. On peut observer des raies noires le long de la gorge, allant des coins de la bouche jusqu'à la naissance des ailerons pectoraux. On pense qu'il peut vivre près de 25 ans.
Leur poids étant relativement faible, de 40 à 170 kg selon les espèces et leur taille, leur corps perd plus rapidement sa chaleur dans l'eau que celui des autres cétacés, ce qui les oblige à manger souvent et à compter sur leur réserve de graisse. La plus petite espèce de marsouin est le marsouin du Golfe de Californie, qui ne mesure pas plus de 1,5 m. Le plus léger est le marsouin aptère 30 à 45 kg alors que le plus lourd est le marsouin de Dall : 130 à 200 kg. Leur forme qui est plus ronde et contractée que celle des dauphins réduit leur surface d'échange thermique, ce qui pourrait être une adaptation évolutive pour réduire la perte de chaleur. Une épaisse couche de graisse les isole aussi du froid. Le corps est donc plutôt trapu.

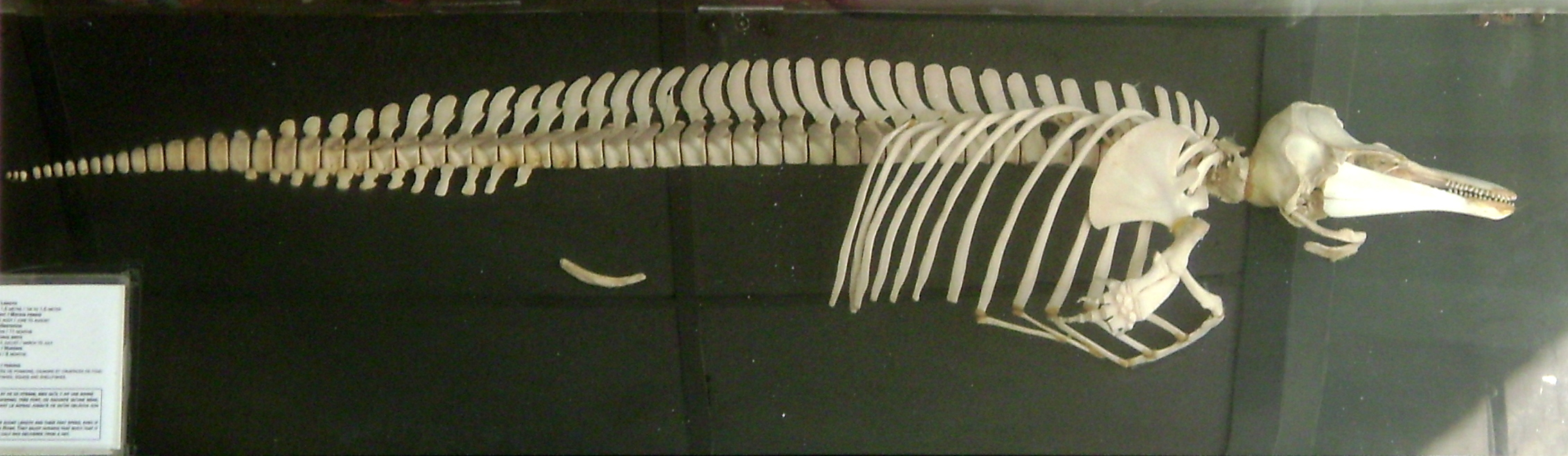
Squelette de marsouin commun, Phocoena phocoena.

Les nageoires dorsale, ventrales, caudale (disposée à l'horizontale, comme chez tous les cétacés) ainsi que la queue sont toutes de couleur noire. Chez les jeunes individus, certaines parties de la face ventrale sont encore noires : on parle à ce sujet de mélanisme juvénile. L'albinisme est rarissime chez les marsouins. La nageoire dorsale ne présente nulle part de courbure concave : elle retombe verticalement sur le dos à l'arrière, avec une base à peu près deux fois supérieure à sa hauteur. Certaines espèces ont des petites bosses (dites tubercules) aux fonctions inconnues, sur la pointe de leur nageoire dorsale – ou à l'avant de cet emplacement pour les marsouins aptères, qui n'ont pas de dorsale.
Les ailerons ventraux sont relativement courts et pointus à leur extrémité. La nageoire caudale possède une largeur d'environ 60 cm, elle est très puissante.
Les mâchoires comptent un nombre variable de dents selon les espèces et leur taille, la supérieure de 22 à 28 dents de chaque côté pour le marsouin commun, la mâchoire inférieure de 21 à 25. Les dents sont très courtes, de forme lancéolée à spatulée. Les dents postérieures sont des molaires à surface triangulaire.

### Les ultrasons des marsouins
Tout comme les autres odontocètes, les marsouins ont recours à l'écholocalisation pour repérer les éléments de leur environnement ainsi que leur nourriture. Néanmoins, les marsouins émettent des ultrasons, ou cliquetis, très différents de ceux d'autres cétacés, comme les dauphins et plus précisément les orques. Les ultrasons leur servent de camouflage acoustique.
Une étude publiée en juin 2013 par une équipe de chercheurs de l'université d'Aarhus a mis en évidence la singularité de ces cliquetis : la fréquence ultrasonique des marsouins ne descend jamais en dessous de 100 kHz. Les chercheurs en ont conclu que cette évolution de leurs ultrasons était due à la pression de la prédation exercée par d'autres espèces sous-marines comme les orques, dont la capacité auditive ne dépasse pas 100 kHz.

## Classification

### Historique
Ces mammifères marins sont odontocètes, comme les dauphins, mais ont un bec plus court que ceux-ci. Selon Guillaume Rondelet, un auteur du XVIe siècle, les marsouins ne différent des dauphins que par leur corps plus long et leur museau plus court et plus obtus. Cette définition s'applique mal au bélouga. Pierre Belon a comparé avec justesse l'anatomie d'un dauphin, d'un Phocoenidae sous le nom de marsouin et de l'homme, mais en a conclu d'une manière erronée que ces animaux étaient des poissons. Belon spécifie dans son ouvrage que la chair des marsouins est meilleure que celle des dauphins. Belon a en outre en examinant l'embryon du Marsouin, émis la première idée sur l'embryologie.
La classification des marsouins n'est pas réellement stabilisée : la découverte récente d'hybrides entre mâle de marsouin commun et femelle de marsouin de Dall laisse penser que ces espèces se sont récemment différenciées et qu'elles pourraient peut-être être classées au sein du même genre. De même, le marsouin à lunettes, qui formait le genre australophocoena, a été récemment inclus dans le genre phocoena comme espèce phocoena dioptrica. Il se peut que nous soyons en présence d'une différenciation évolutive, en raison d'habitats différents. En outre, les très sombres perspectives concernant une extinction à plus ou moins court terme de la sous-espèce neophocaena phocaenides asiaeorientalis et de l'espèce phocoena sinus laissent planer des doutes sur la nécessité de ce remaniement de la taxinomie.

### Espèces actuelles
Liste des espèces actuelles selon le World Register of Marine Species:
- genre Neophocaena Palmer, 1899:
  - Neophocaena asiaeorientalis Pilleri & Gihr, 1972 (nouvelle espèce récemment séparée du Marsouin aptère)
  - Neophocaena phocaenoides (G. Cuvier, 1829) – Marsouin aptère
- genre Phocoena G. Cuvier, 1816:
  - Phocoena dioptrica Lahille, 1912 – Marsouin à lunettes
  - Phocoena phocoena (Linnaeus, 1758) – Marsouin commun
  - Phocoena sinus Norris & McFarland, 1958 – Marsouin du Golfe de Californie
  - Phocoena spinipinnis (Burmeister, 1865) – Marsouin de Burmeister
- genre Phocoenoides Andrews, 1911:
  - Phocoenoides dalli (True, 1885) – Marsouin de Dall

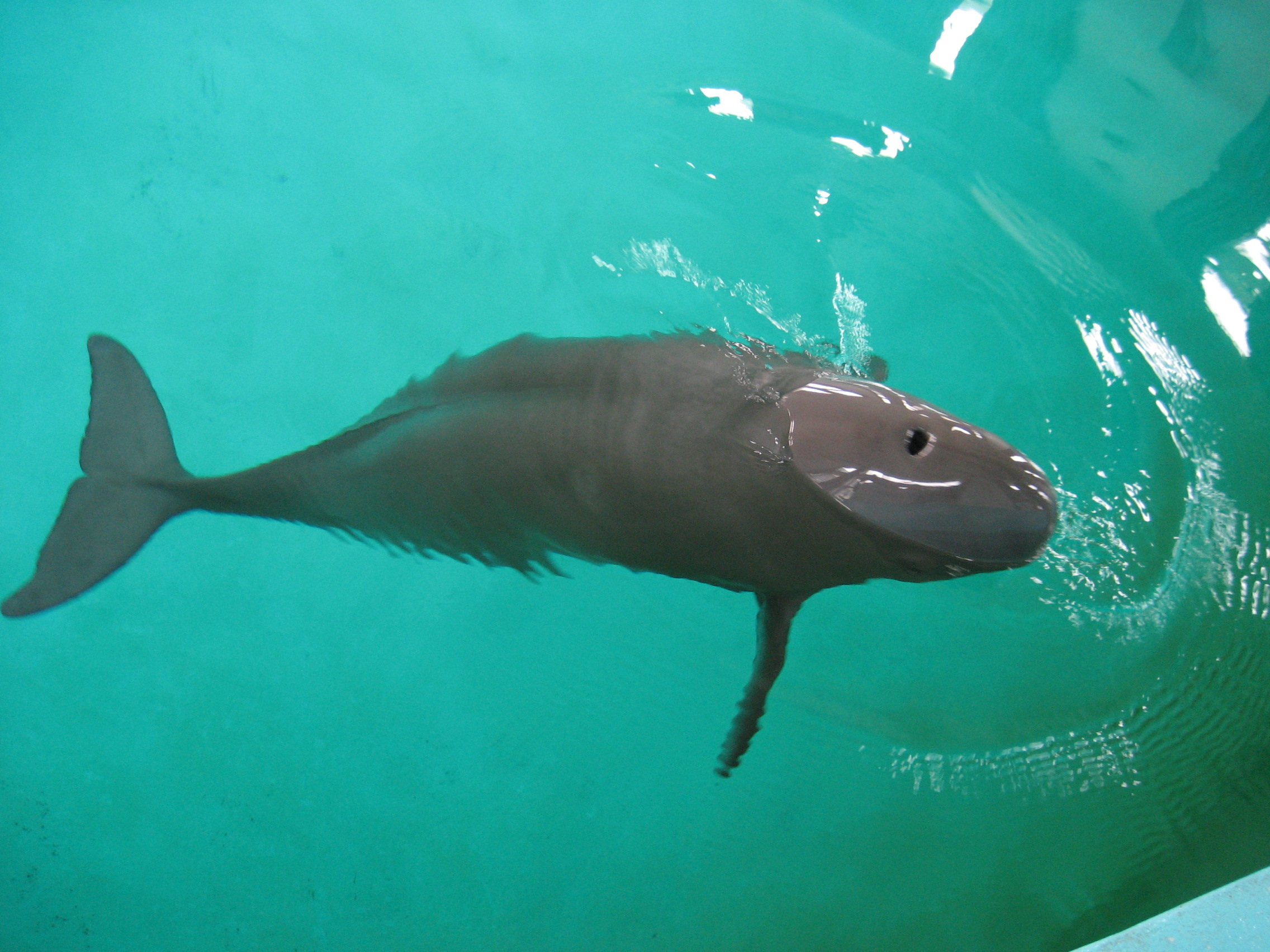
Neophocaena phocaenoides, Institut d'hydrobiologie de Wuhan, Chine.
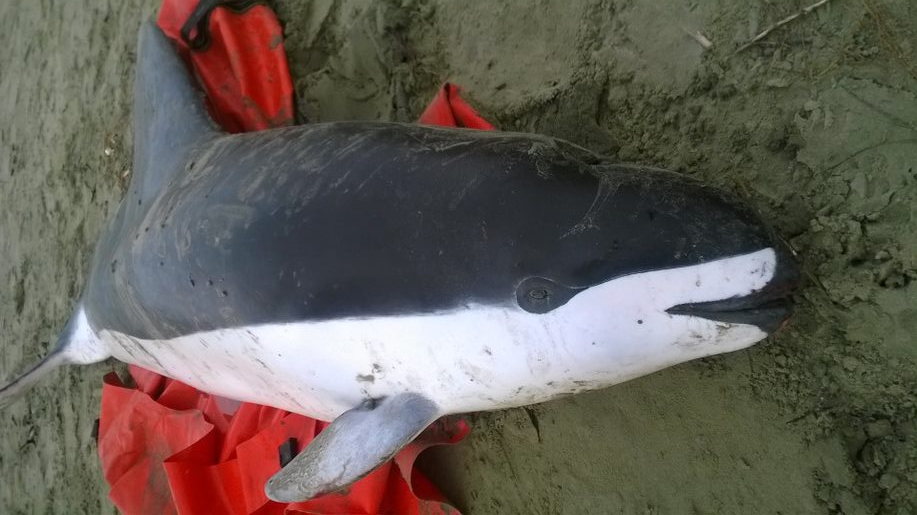
Phocoena dioptrica, Ministère de la Conservation, Nouvelle-Zélande.
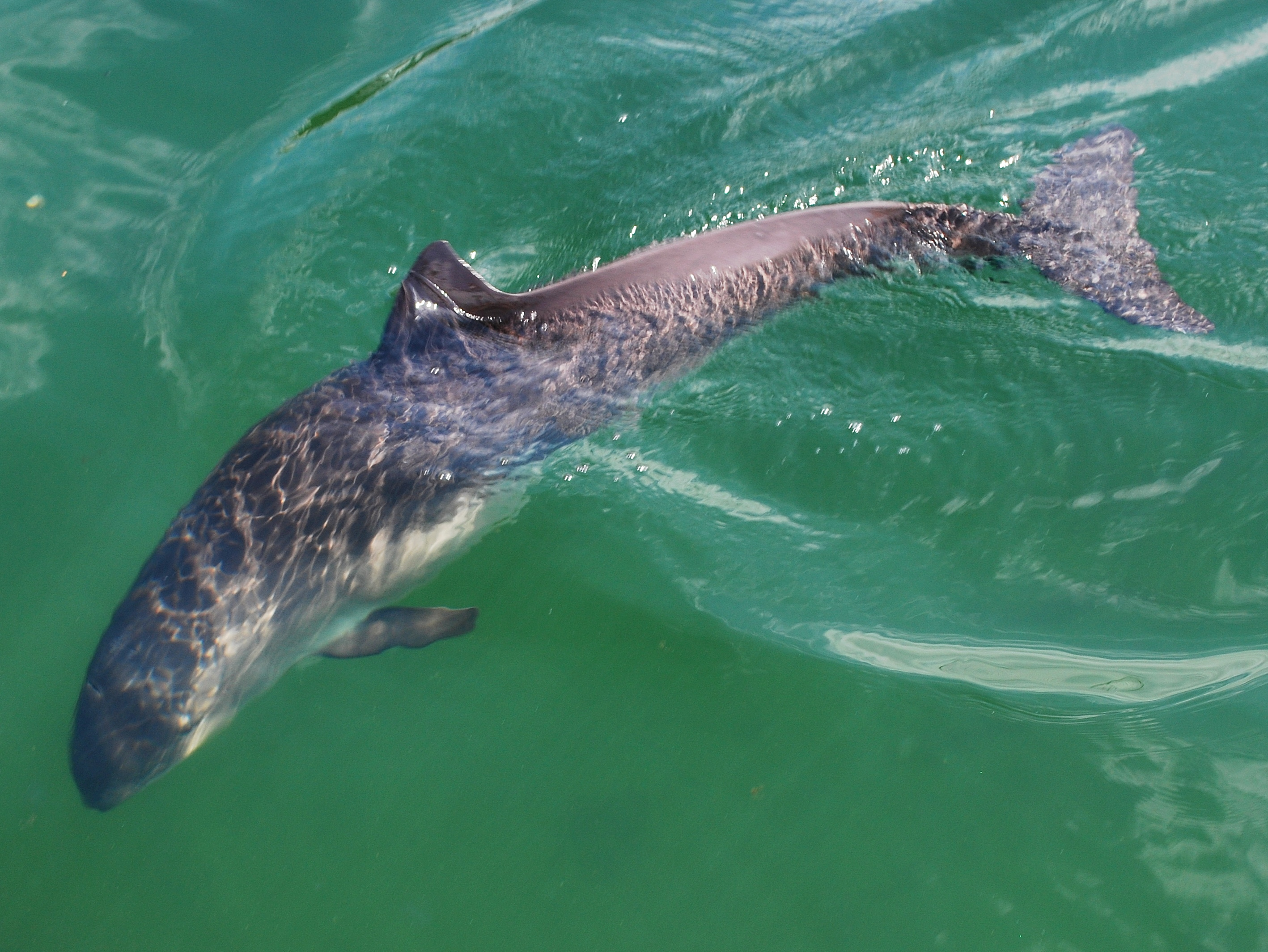
Phocoena phocoena.
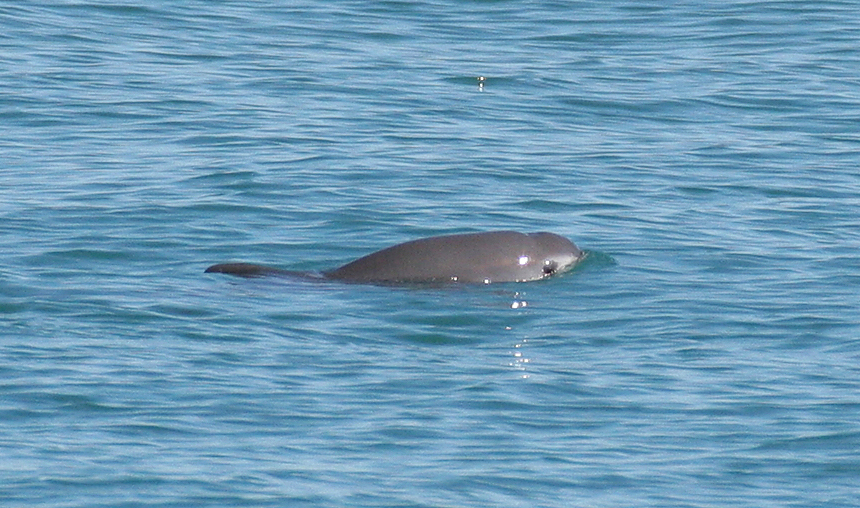
Phocoena sinus.
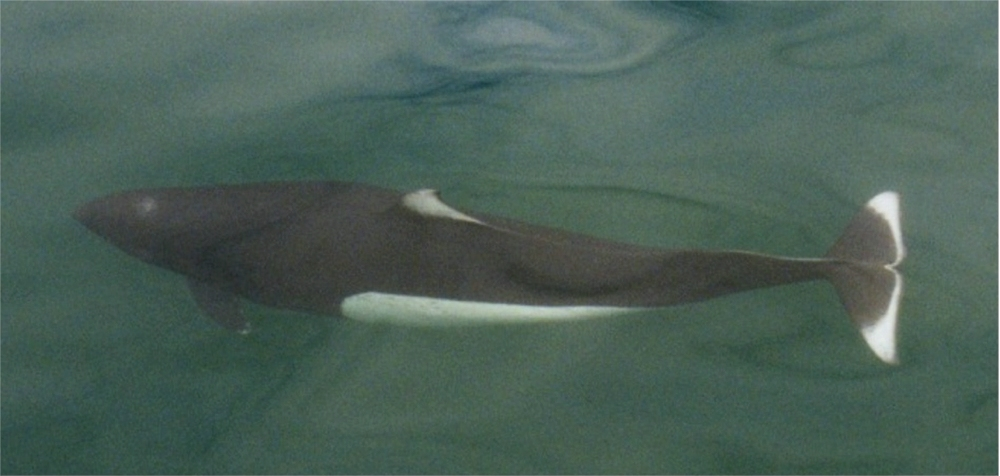
Phocoenoides dalli.
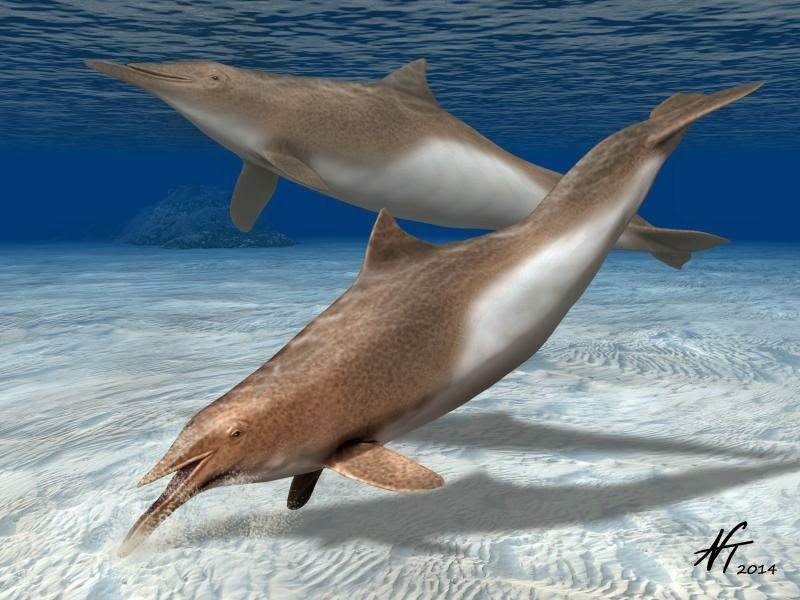
Reconstitution de Semirostrum, genre fossile.

## Interactions avec l'être humain
Les humains ont été le prédateur le plus redoutable des cétacés, et du marsouin en particulier. Le marsouin commun a ainsi été chassés pour sa viande, et en tant que concurrents de la pêche ou parce qu'il faisait des dégâts dans les filets en s'y prenant accidentellement ou en cherchant à y manger des poissons, ce qui les a fait considérer comme nuisibles par certains.
Dans les années 1920, l'ichthyologue Le Gall (agrégé de l'université, directeur du laboratoire de l'office scientifique et technique des pêches maritimes de Boulogne-sur-mer, et correspondant du CIEM, en poste à Boulogne-sur-Mer), pouvait ainsi écrire que les pêcheries sardinières de l'Atlantique « redoutent, avec juste raison, les visites dangereuses que leur font les nombreux cétacés delphinidés (Dauphins, marsouins, etc.) attirés sur nos côtes pendant les mois d'été par la présence des bancs de sardines. Ces mammifères, désignés par les pêcheurs sous le nom général de « bélugas » (nom inexact), commettent de tels dégâts dans les pêcheries que les pouvoirs publics s'en sont émus et que diverses tentatives ont été faites, sans grand résultat d'ailleurs, pour essayer de s'en débarrasser. Jusqu'ici, seuls l'emploi du fusil et de la mitraille semblent avoir donné des résultats assez appréciables. Mais dans ce cas, l'animal blessé ou tué s'enfuit ou coule et involontairement les pêcheurs laissent s'échapper une bonne aubaine ».
La chair du marsouin, foncée et au goût assez fort, a été prisée durant des siècles, par toutes les classes sociales[réf. souhaitée]. Elle était vendue fraîche dans les ports et salée ou fumée sur les marchés. La langue, le filet, la cervelle, le foie et les rognons étaient notamment appréciés. Désuète en France, elle était encore au début du XXe siècle appréciée et consommée en Angleterre, en Italie, aux États-Unis, dont sous forme de conserves de cétacés au Canada. Le Gall disait ceci de la « défaveur » récemment faite à la viande de marsouin en France : « injustifiée », elle « doit donc disparaître, la chair du marsouin doit retrouver sur le marché aux poissons la place qu'elle occupait autrefois, et ce serait peut-être le meilleur moyen d'atténuer la pullulation de ces hôtes indésirés. Le pêcheur alléché par l'attrait non seulement d'une prime, mais encore d'une vente certaine, n'hésiterait pas à se livrer à la chasse du Cétacé et, directement intéressé, s'occuperait bien vite des meilleurs moyens pour le capturer ». Il recommande pour cela l'emploi de la senne tournante à grandes mailles et surtout le fusil lance-harpon inventé en Norvège par M. Krohnstad en 1923 et testé avec succès en 1924.
Ce n'est que dans les années 1970 qu'une meilleure connaissance des cétacés, leur présentation par les films sous-marins (du commandant Cousteau notamment), et la prise de conscience d'une crise écologique globale ont changé l'opinion d'une grande partie du public sur ces mammifères à gros cerveaux et le rôle important qu'ils jouent en tant que prédateurs (sélection naturelle, équilibres écologiques, services écosystémiques).